# Kim Deinoff
Kim Erik Deinoff (Oslo, 2 dicembre 1976) è un ex calciatore norvegese, portiere.

## Carriera

### Club
Deinoff giocò con le maglia del Raufoss, prima di trasferirsi allo Aalesund. Con questa squadra, esordì nella Tippeligaen il 27 luglio 2003, mantenendo la porta inviolata nel successo per 1-0 in casa del Tromsø.
Passò poi allo Hødd e, nel 2008, al Løv-Ham. Debuttò in squadra, in Adeccoligaen, nel successo per 1-0 sullo Hønefoss. A fine stagione, fu premiato dai suoi compagni come miglior giocatore dell'anno.
Nel 2010, passò al Manglerud Start, per cui segnò anche una rete nel 3-3 contro l'Os.
Il 10 marzo 2011 firmò un contratto con il Kongsvinger. Giocò il primo match per la nuova squadra il 1º maggio, schierato titolare nel 10-0 inflitto al Fjellhamar, nel primo turno della Coppa di Norvegia 2011. A fine stagione, rimase svincolato. Il 22 marzo 2012, però, firmò un nuovo contratto con il club, dalla durata biennale.